# Ljusdal (gemeente)
Ljusdal is een Zweedse gemeente die gedeeltelijk in Dalarna en gedeeltelijk in Hälsingland ligt. De gemeente behoort tot de provincie Gävleborgs län. Ze heeft een totale oppervlakte van 5643,0 km² en telde 19.592 inwoners in 2004.

## Plaatsen
| - Ljusdal (plaats) - Järvsö - Färila - Tallåsen - Nore - Los - Lillhaga - Hybo - Måga en Rolfhamre - Korskrogen | - Ramsjö - Hennan - Ulvsta - Kårböle - Hamra - Heden en Grophamre - Viken en Holmsveden - Storhaga - Stocksbo - Skästra | - Tandsjöborg - Bondarv - Sjöbo - Skogsta, Strömsholm en Sillerbo - Boda - Väster-Skästra - Västra Föne - Kramsta - Kåsjö |